# Haustlǫng

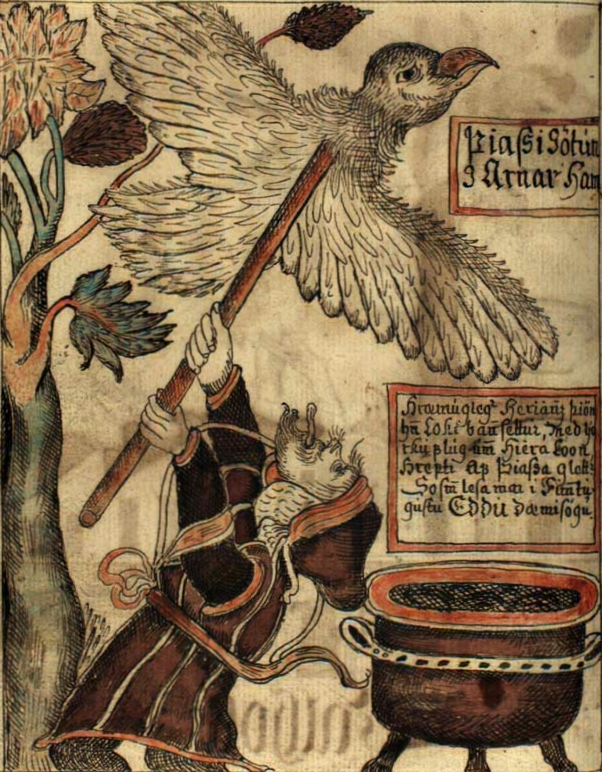
Loki und Thiazi (als Vogel verwandelt) aus der Handschrift NKS 1867 4to

Das Haustlǫng (zu deutsch Herbstlange) ist ein skaldisches Gedicht der Gattung Bildgedicht, insbesondere zum Typus des Schildgedichts gehörend, des norwegischen Autors Þjóðólfr ór Hvini, das dieser vermutlich um das Jahr 900 verfasst hat. Þjóðólfr behandelt ausführlich die Mythenkreise um die Abenteuer des Gottes Loki mit dem Riesen Thiazi, und Thors Kampf mit Hrungnir.
Das Haustlǫng ist heute durch Snorri Sturlusons Prosa-Edda überliefert. Snorri zitiert das Haustlǫng im Umfang von 20 Strophen in seinem „Skaldenlehrbuch“ Skáldskaparmál. Die Strophen sind im Hofton des Dróttkvætt abgefasst. Nach dem Titel ist zu vermuten, dass Þjóðólfr für die Abfassung des Gedichts den Zeitraum der Herbst/Winterperiode benötigte und somit der ursprüngliche Umfang vermutlich größer war als die durch Snorri zitierten Strophen es erscheinen lassen.
Von einem gewissen Þorleifr erhält Þjóðólfr einen Schild geschenkt, auf dem Szenen in vermutlich simpler Ausführung aus den beiden Mythenkreisen um Thor und Loki dargestellt sind. Diese Bilder regen Þjóðólfr an, sie mit seinem reichen mythologischen Wissen auszuschmücken. Þjóðólfr ist unter anderem deshalb so exemplarisch für die skaldische Dichtkunst gewesen, weil er in den sieben Strophen zum Hrungnirmythus allein auf Thor elf Kenningar dichtete.